# Кадир Доулу
Кадир Доулу (на турски: Kadir Doğulu) е турски актьор и модел. Най-известните му роли са в образите на Маджит Арджаолу в сериала „Двете лица на Истанбул“ и Мехмед Гирай в сериала „Великолепният век: Кьосем“.

## Живот и кариера
Кадир Доулу е роден на 19 април 1982 г. в Мерсин, Турция; има петима братя. Финансовото състояние на семейството е лошо и от малък е принуден да работи, като винаги е мечтал да стане барман. Когато е на 17 години, се мести в Истанбул заедно с по-големия си брат Кемал, където работи като барман и готвач. Когато няма надежда за по-добра работа, Кадир решава да се върне в Мерсин, но променя решението си.
Благодарение на външността си и високия си ръст започва работа като модел. През 2010 започва и актьорската си кариера в образа на Али в сериала „Малки тайни“. Следващата му роля е на Гюней в сериала „Храбрата седморка“.
Най-известната роля на Доулу е в сериала „Двете лица на Истанбул“ в образа на Маджит. През 2015 се снима в сериала „Впускане в любовта“, но снимките са прекъснати след четвърти епизод, поради нисък интерес към сериала.
През 2015 започва да се снима в сериала „Великолепният век: Кьосем“ в ролята на Мехмед Гирай.

## Личен живот
Кадир се среща с певицата Ханде Йенер, но в началото на 2013 двойката се разделя. От средата на 2013 Доулу се среща с актрисата Неслихан Атагюл, като сватбата на двойката се състоя на 8 юли 2016.

## Филмография
| Година      | Заглавие                  | Роля            |
| ----------- | ------------------------- | --------------- |
| 2010 – 2011 | Малки тайни               | Али Ерарслан    |
| 2011 – 2013 | Мръсната седморка         | Гюней           |
| 2013 – 2014 | Двете лица на Истанбул    | Маджит Арджаолу |
| 2013        | Моята история             | Мерт            |
| 2015        | Впускане в любовта        | Гьокхан         |
| 2015 – 2016 | Великолепният век: Кьосем | Мехмед Гирай    |
| 2016 – 2017 | Разкажи ми за любовта     | Алпер Ерен      |
| 2018        | Греховете на баща ми      | Озан            |
| 2019        | Сливане                   | Азиз Коркмазер  |
| 2021        | Рецепта за любов          | Фърат Карасу    |